# Склад боєприпасів у Влаховицях
49°06′44″ пн. ш. 17°55′25″ сх. д. / 49.11227° пн. ш. 17.9236° сх. д.
Склад боєприпасів Влаховиці розташовується в районі Врбетиці муніципалітету Влаховиці в чеському регіоні Злін. Склад боєприпасів Армія Чеської Республіки орендує у приватного власника. З 16 жовтня 2014 року, протягом кількох місяців, на складі сталися вибухи, а сама будівля згоріла. Під час першого вибуху загинуло двоє людей. 3 грудня 2014 року також вибухнув сусідній склад боєприпасів у Врбетіце. Після вибухів чеські солдати два роки знезаражували навколишню територію.

## Вибухи 2014 року
Російські спецслужби ГРУ та СЗР, зокрема військова частина 29155, несли відповідальність за вибухи. Це показало розслідування чеських сил безпеки, оприлюднене прем'єр-міністром Чехії Андреєм Бабішем 17 квітня 2021 року. Причиною вибухів була запланована доставка зброї з Врбетиць до України. Уряд Чехії вислав 18 співробітників посольства Росії в країні після чого російський уряд 18 квітня 2021 року вислав 16 чеських дипломатів та чотирьох службовців без дипломатичного статусу. Після цього уряд Чехії виключив Росію з тендеру на розширення атомної електростанції «Дуковани» і обмежив кількість дипломатів посольства Росії з кінця травня 2021 року так, щоби обидві країни мали однакову кількість працівників посольств.